# Свами Вивекананда
Свами Вивекананда (на санскрит: स्वामी विवेकानन्द), роден като Нарендранатх Дутта, е индуистки гуру и влиятелен социален реформатор в Индия през 19 век. Той е водещият ученик на Рамакришна Парамахамса и първият индуистки проповедник, представил древните философии и практики на йога и веданта на Запад.
През 1893 г. изнася лекция пред Световния парламент на религиите в Чикаго, след което основава клонове на Ведантическото дружество в американски градове като Бостън, Ню Йорк, Сан Франциско, Лос Анджелис и Сейнт Луис.

## Биография

### Произход и младежки години (1863 – 1881)
Роден е на 12 януари 1863 г. в Шимла Пали, Калкута, Бенгал, Британска Индия, в семейството на Вишванатх Дутта и Вхуванешвари Деви. От ранна възраст показва силно развит ум и памет. Като момче практикува медитация. В училище неговите високи академични способности от рано са разпознати и превъзхожда в различни игри. Той организира аматьорска театрална трупа и гимнастически салон и взима уроци по фехтовка, борба, гребане и други спортове. Изучава също инструментална и вокална музика. Още от младостта си той поставя под въпрос обосноваността на суеверните обичаи и дискриминация на основата на каста и религия.
През 1879 г. Нарендра влиза в Президентския колеж в Калкута, а след година се мести в Шотландския църковен колеж в Калкута, където изучава философия. В програмата му влизат логика, западна философия и история на европейските държави.
В ума на Нарендра започват да се появяват въпроси за Бог и присъствието на Бог. Това го кара да се свърже с Брахмо Самадж, важно религиозно движение за времето си, водено от Кешаб Чундер Сен. Заедно със състудента си Браджендра Натх Сеал той редовно посещава сесиите и на отцепилото се Садхаран Брахмо Самадж. Общите молитви на Брахмо Самадж не могат обаче да задоволят желанието на Нарендра да познае Бог. Той пита водачите на движението дали са виждали Бог, но техните отговори не го задоволяват. По това време преподобният Уилям Хейсти, ректор на Шотландския църковен колеж, му казва за Шри Рамакришна от Дакшинешвар.

### Рамакришна (1881 – 1890)
Нарендра се среща с Рамакришна за пръв път през ноември 1881 г. Задава му същия въпрос, който е задавал и на други: „Махасая (почитаеми господине), виждали ли сте Бог?“ Незабавният отговор на Рамакришна е „Да, аз виждам Бог, точно както виждам теб тук, само че по много по ярък начин. Бог може да бъде осъзнат, човек може да го вижда и да говори с Него, както аз сега виждам и говоря с теб. Но кого го е грижа? Хората проливат горчиви сълзи за съпругата и децата си, за богатство и имущество, но кой го прави за Бог? Ако някой искрено плаче за Него, Той със сигурност се проявява.“
Нарендра е удивен и объркан. Той чувства, че думите на Рамакришна са честни и изречени от дълбоко преживяване. Той започва често да посещава Рамакришна. Първоначално не е убеден, че такъв прост наглед човек може да е виждал Бог, но постепенно започва да развива вяра в него. Нарендра поставя изпитания и въпроси на Рамакришна, но учителят ги приема с търпение, хумор и обич. Той никога не иска от Нарендра да изостави разума и се изправя пред всичките аргументи и изпити на Нарендра с търпение. След време Нарендра приема Рамакришна и това става с цяло сърце.
Рамакришна преподава предимно двойственост и бхакти (преданост и любов към Бог в някои от неговите аспекти) на другите си ученици, но на Нарендра той преподава адвайта веданта на Шанкара. През петте години на обучение при Рамакришна Нарендранатх се превръща от неспокоен, объркан и нетърпелив младеж в зрял мъж, който е готов да изостави всичко, за да осъзнае Бог.
През август 1886 г. Рамакришна умира от рак на гърлото. След това Нарендра и още няколко предани ученици на Рамакришна дават обет за монашество и започват да живеят в обитаваната от духове според приказките къща в Баранагор. Те приемат подаяния, за да задоволят глада си, а за другите им нужди се грижат по-богати ученици на Рамакришна.

### Странствания из Индия (1890 – 1893)
Скоро младият монах от Баранагор пожелава да заживее живота на странстващ монах без никакви притежания освен дрехите на гърба си и паница за просене. През юли 1890 г. Вивекананда се отправя на дълго пътешествие без да знае накъде ще го отведе то. Той прекосява Индия надлъж и нашир. През онези дни той възприема различни имена като Вивидишананда (вивидиша означава „желание за знание“ на санскрит, а ананда – „блаженство“), Сатчидананда и пр. Според преданието махараджата на Кхери, Аджит Сингх, му е предложил името Вивекананда. Вивека или различаването между вечното и преходното, реалното и нереалното, е високо ценено от него и спомняйки си, че Кешаб Чандра Сен го е назовавал със същото име го приема.
През онези времена Вивекананда престоява в царски дворци и в колиби на бедняци. Той влиза в близък допир с културата на различните региони на Индия, а така също наблюдава неправдата в обществото, причинена от кастовата система. Той осъзнава нуждата от обновление, ако Индия въобще ще пребъде.
На 24 декември 1892 г. той достига Канякумари, най-южната точка на Индия. Там той се хвърля в морето и доплува до самотна скала, на която започва да медитира. Медитацията му продължава три дни и по-късно той споделя, че е медитирал за миналото, настоящето и бъдещето на Индия. На скалата днес е изграден мемориал посветен на Вивекананда.
Вивекананда отива в Мадрас (днес Ченай, Тамил Наду), където говори за плановете си за Индия и индуизма пред тамошната младеж. Те са впечатлени от монаха и го призовават да отиде в Съединените щати и да представя там индуизма на Световния парламент на религиите. Раджата на Рамнад, който е бил поканен на събранието подкрепя Вивекананда като правилния човек за целта. Така подпомогнат от приятелите си в Мадрас, Бхаскара Сетхупатхи, раджата на Рамнад и махараджите на Мисор и Кхетри Вивекананда се отправя на пътуването си към САЩ.
В една от лекциите в Калифорния той описва състоянието си по време на странстването си така:
| “ | Много пъти съм бил в челюстите на смъртта, гладуващ, с болезнени нозе и изтощен. В течение на дни нямах храна и често не можех повече да продължа. Аз падах под някое дърво и животът изглежда ме напускаше. Не можех да говоря, едвам можех да мисля, но най-накрая умът се върна към идеята „Аз нямам страх, нито смърт; никога не съм роден, нито умрял; никога не гладувам, нито жадувам. Аз съм То! Аз съм То! Цялата природа не може да ме смаже. Тя моя прислужница. Отстоявай силата си, ти Господар на господарите и Бог на боговете! Възвърни загубената си империя! Стани и върви и не спирай!“ И аз ставах, с нови сили, и ето ме днес тук, жив! Така, когато се появи мрак, заявете реалността и всичко враждебно трябва да изчезне. Тъй като в края на краищата, то е само сън. Макар трудностите да изглеждат високи колкото планини, ужасни и мрачни макар всички неща да изглеждат, те са само Мая. Не се страхувайте и тя е пропъдена. Смажете я и тя изчезва. Стъпчете я и тя умира. | ” |

### На Запад (1893 – 1897)
Вивекананда е насърчен от професора по древногръцки език в Харвардския унивеситет Джон Райт да представлява индуизма пред Световния парламент на религиите през 1893 г. в Чикаго. Когато изразява резерви, казвайки че няма препоръки, професорът отвръща: „Да се искат от вас, Свами, препоръки е като да питаш слънцето за правото му да свети“. Той пише за Вивекананда до председателя на комисията, подбираща делегатите: „Ето един човек по-учен от всичките учени професори взети заедно“.
Когато започва първото си обръщение на парламента с думите „Сестри и братя от Америка“, публиката става и го аплодира в продължение на две минути. Репортажи във вестниците го описват като „оратор по божествено право", „без съмнение най-великата фигура на парламента“. Мнозина сочат пристигането на Вивекананда в САЩ като началото на интереса към индуизма на Запад не просто като екзотична източна странност, а като жизнена религиозна и философска традиция, която всъщност може да има нещо важно, на което да научи Запада.
Вивекананда успешно представя йога и веданта, изнасяйки беседи из Америка през 1894 – 1896 г. Той преподава безплатно на стотици ученици в стаята си в Ню Йорк от началото на 1895 г. По-късно основава ведантически центрове в Ню Йорк и Лондон, изнася лекции в големи университети и запалва интерес към индуизма. Успехите му не остават и без противоречия, най-вече от страна на християнски мисионери, които той рязко критикува. След четири години обиколки, лекции и уединени събирания на Запад той се завръща в Индия през 1897 г.

### Обратно в Индия (1897 – 1902)
Привърженици и последователи на Вивекананда ентусиазирано го посрещат при завръщането му в Индия. Тук той изнася серия от лекции, станали известни като „Лекции от Коломбо до Алмора“, за която се смята, че е повдигнала духа на тогава угнетеното индийско общество. Той основава една от най-големите благотворителни мисии в света, Мисията Рамакришна, и реорганизира древния орден Свами (основан от Шанкара през 8 век) като основава един от най-значителните и големи монашески ордени в Индия – Рамакришна матх.
Вивекананда обаче също е подложен на голяма критика от ортодоксални индуисти за това, че е пътувал на Запад. По онова време прекосяването на океана се е считало за причина да бъдеш изхвърлен от кастата си. Той се надсмива над тези критики с думите „Аз не мога да бъда изхвърлен от кастата – като монах, аз съм отвъд кастите“. Неговите съвременници поставят под въпрос и мотивите му, задавайки въпроса дали славата, придобита на Запад, не е компрометирала първоначалните му монашески обети. Неговият ентусиазъм за Америка и Британия и предаността му към Индия причиняват голямо напрежение в последните му години.
От януари 1899 до декември 1900 г. Вивекананда отново посещава Запада и налага дух на добра воля и уважение за обмени между Изтока и Запада. Той води няколко свои американски ученици в Индия и ги посвещава в ордена Свами, включително сестра Ниведита, а в Америка оставя индийски свамита, чиито наследници все още са там.

### Смърт
На 4 юли 1902 година в Белур матх, близо до Калкута, Вивекананда преподава веданта на няколко ученици, след което се разхожда със свами Премананда, също ученик на Рамакришна, и му дава наставления относно бъдещето на Рамакришна матх. Той умира привечер, след молитвена служба в Белур матх. Докторите посочват апоплексия като причина за смъртта му. Неговите ученици са убедени, че той е постигнал махасамадхи (съзнателно е напуснал тялото си). Вивекананда изпълнява предсказанието си, че няма да доживее 40-годишна възраст.

## Философия и учение
Един от най-големите приноси на Вивекананда е да покаже, че адвайта не е само извисяваща философия, но че има и социални и дори политически последици. Един важен урок, който той твърди, че е получил от Рамакришна е: „Джива е Шива“ („Всеки индивид е самият Бог“). Това се превръща в негова мантра и той съчинява понятието даридра нараяна сева – служене на Бог във и чрез (бедни) човешки същества. „Ако действително единството на Брахман е в основата на всички явления, тогава на каква основа се считаме за по-добри или по-лоши и дори по-богати или по-бедни от другите?“ – този въпрос той си задава. В крайна сметка той заключава, че тези различия избледняват в нищо под светлината на единството, което духовният търсач изпитва в мокша (освобождението). Това, което остава впоследствие е състрадание за тези, които все още не осъзнават това единство и решимостта да им се помогне.
Свами Вивекананда принадлежи към клона на веданта, според който никой не е наистина свободен, докато всички не са свободни. Дори и желанието за лично освобождение трябва да бъде изоставено и само неуморната работа за спасението на други и истински отличителен знак на просветения човек. Той основава Мисията Рамакришна на принципа Атмано мокшартхам Джагад-хитая ча (आत्मनॊ मोक्षार्थम् जगद्धिताय च; „За собственото спасение и за благоденствието на света“).
Вивекананда обаче също апелира за разделение между религията и правителството. Макар социални обичаи да са били установени в миналото с религиозно позволение, не е работа на религията да се меси в неща като брака, наследството и т.н. Идеалното общество би било смесица от браминско знание, кшатрийска култура, работоспособността на вайшите и равнопоставеността на шудрите (четирите основни касти). Вивекананда не мисли, че религията или която и да е сила трябва да се използва за изграждането на идеално общество, тъй като то е нещо, което ще бъде достигнато чрез естествена еволюция на индивидуална основа, когато условията са подходящи.
Вивекананда съветва последователите си да са чисти, безкористни и да имат вяра (шрадха). Той насърчава практикуването на брахмачаря (въздържание от секс). В един от разговорите си с приятеля си от детство Шри Прия Натх Синха, той отдава физическите и умствените си сили и красноречието и на брахмачаря.
В книгата си „Раджа йога“ Вивекананда пише, че практиката на раджа йога може да донесе психически дарби като „четене на мислите на друг“, „контролиране на всичките сили на природата“, да се стане „почти всезнаещ“, „да се живее без да се диша“, „да се контролират телата на друг“ и левитация. Той също пояснява традиционни индуистки понятия като кундалини и чакрите. В книгата си Вивекананда пише:
| “ | Не е знак за честен и научен ум да се изхвърля през борда нещо без подобаващо изследване. Повърхностните учени, неспособни да обяснят разните изключителни умствени явления, се мъчат да пренебрегнат самото им съществуване. | ” |

Той също пише в увода на книгата си, че трябва да се предприеме практика и да се проверят тези неща лично и че не трябва да има сляпа вяра:
| “ | Каквото малко знам, ще ви кажа. Доколкото мога да го размисля, ще го сторя, но относно това, което не зная, ще ви кажа само това, което казват книгите. Погрешно е да се вярва сляпо. Трябва да упражнявате собствения си разум и разсъдък; трябва да практикувате и да видите дали тези неща се случват или не. Така както ще се запознаете с всяка друга наука, по съвсем същия начин трябва да започнете изучаването на тази наука. | ” |

## Влияние
Всеки един от водачите на Индия през 20 век е признал влиянието на Вивекананда. Първият генерален губернатор на независима Индия Чакраварти Раджагопалачари веднъж отбелязва „Вивекананда спаси индуизма.“ Според Мохандас Ганди влиянието на Вивекананда е увеличило „любовта към страната си хилядократно“, а за Субхас Чандра Бос Вивекананда е „създателят на съвременна Индия“.
Много години след смъртта му Рабиндранат Тагор заявява „Ако искате да опознаете Индия, изучавайте Вивекананда. У него всичко е положително и нищо отрицателно.“ Националния ден на младежта се отбелязва в Индия на рождения му ден 12 януари.
Вивекананда вдъхновява Джамшеджи Тата да основе Индийския научен институт, а Никола Тесла също е повлиян от ведантическото му учение.
Вивекананда отхвърля етерната теория (1895) преди Айнщайн (1905), заявявайки, че тя не може да обясни самото пространство.